# Geragadenahalli, Malur
Geragadenahalli là một làng thuộc tehsil Malur, huyện Kolar, bang Karnataka, Ấn Độ.